# Jordan 193
Jordan 193 – samochód Formuły 1, zaprojektowany przez Gary'ego Andersona i Andrew Greena, skonstruowany przez Jordana na sezon 1993.
W porównaniu do sezonu 1992 Jordan zrezygnował z silników Yamaha V12 na rzecz tańszych jednostek Hart V10, wielokrotnie usprawnianych w trakcie sezonu. Jordan 193 znacznie różnił się od swoich poprzedników pod względem aerodynamicznym, z dużym i zaokrąglonym nosem, a także płaskim spojlerem, nieposiadających skrzywień. W samochodzie zastosowano także kilka elektronicznych udogodnień, jak kontrola trakcji czy półautomatyczna skrzynia biegów, co powodowało problemy z niezawodnością. Mimo możliwości regulaminowej Jordan z powodów finansowych nie zastosował aktywnego zawieszenia. Na początku sezonu rozstaw osi modelu był zbyt krótki, co powodowało niestabilność samochodu, ale w trakcie sezonu został wydłużony.
Samochód ze względu na awaryjność zdobył tylko trzy punkty. Jednakże Rubens Barrichello podczas Grand Prix Europy jechał na trzecim miejscu, zanim odpadł na kilka okrążeń przed metą.

## Wyniki w Formule 1
| Legenda oznaczeń w tabelach wyników Wyświetl szablon na nowej stronie | Legenda oznaczeń w tabelach wyników Wyświetl szablon na nowej stronie                                                                     |
| Oznaczenie                                                            | Wyjaśnienie |
| --------------------------------------------------------------------- | --- |
| Złoty                                                                 | Zwycięzca lub mistrzostwo |
| Srebrny                                                               | 2. miejsce lub wicemistrzostwo |
| Brązowy                                                               | 3. miejsce lub II wicemistrzostwo |
| Zielony                                                               | Ukończył, punktował (w klasyfikacji generalnej, gdy zdobył co najmniej jeden punkt na przestrzeni sezonu, poza trzema powyższymi opcjami) |
| Niebieski                                                             | Ukończył, nie punktował (w klasyfikacji generalnej, gdy nie zdobył co najmniej jednego punktu na przestrzeni sezonu)                      |
| Czerwony                                                              | Nie zakwalifikował się (NZ) |
| Czerwony                                                              | Nie prekwalifikował się (NPK) |
| Różowy                                                                | Nie ukończył (NU) |
| Różowy                                                                | Niesklasyfikowany (NS) (w klasyfikacji generalnej, gdy nie został sklasyfikowany w żadnym wyścigu sezonu)                                 |
| Czarny                                                                | Zdyskwalifikowany (DK) |
| Czarny                                                                | Wykluczony (WYK/EX) |
| Biały                                                                 | Nie wystartował (NW) |
| Biały                                                                 | Kontuzjowany (K/INJ) |
| Biały                                                                 | Wyścig odwołany (OD/C) |
| Bez koloru                                                            | Został wycofany (WYC/WD) |
| Bez koloru                                                            | Nie przybył (NP/DNA) |
| Bez koloru                                                            | Nie brał udziału w treningach (NT/DNP) |
| Bez koloru                                                            | Nie został zgłoszony (–) |
| Pogrubienie                                                           | Start z pole position |
| Kursywa                                                               | Najszybsze okrążenie wyścigu |
| †                                                                     | Nie ukończył, ale jego rezultat został zaliczony ze względu na przejechanie więcej niż 90% dystansu wyścigu.                              |
| *                                                                     | Sezon w trakcie |
| 1/2/3                                                                 | Punktowana pozycja w sprincie kwalifikacyjnym                                                                                             |
| Lista systemów punktacji Formuły 1                                    | |

| Sezon | Zespół       | Silnik | Kierowcy           | Wyniki w poszczególnych eliminacjach | Wyniki w poszczególnych eliminacjach | Wyniki w poszczególnych eliminacjach | Wyniki w poszczególnych eliminacjach | Wyniki w poszczególnych eliminacjach | Wyniki w poszczególnych eliminacjach | Wyniki w poszczególnych eliminacjach | Wyniki w poszczególnych eliminacjach | Wyniki w poszczególnych eliminacjach | Wyniki w poszczególnych eliminacjach | Wyniki w poszczególnych eliminacjach | Wyniki w poszczególnych eliminacjach | Wyniki w poszczególnych eliminacjach | Wyniki w poszczególnych eliminacjach | Wyniki w poszczególnych eliminacjach | Wyniki w poszczególnych eliminacjach | Wyniki kierowców | Wyniki kierowców | Wyniki konstruktora | Wyniki konstruktora |
| 1993  |              |        |                    |                                      | Brazylia                             | Unia Europejska                      | San Marino                           | Hiszpania                            | Monako                               | Kanada                               | Francja                              | Wielka Brytania                      | Niemcy                               | Węgry                                | Belgia                               | Włochy                               | Portugalia                           | Japonia                              | Australia                            | Pkt.             | Msc.             | Pkt.                | Msc.                |
| ----- | ------------ | ------ | ------------------ | ------------------------------------ | ------------------------------------ | ------------------------------------ | ------------------------------------ | ------------------------------------ | ------------------------------------ | ------------------------------------ | ------------------------------------ | ------------------------------------ | ------------------------------------ | ------------------------------------ | ------------------------------------ | ------------------------------------ | ------------------------------------ | ------------------------------------ | ------------------------------------ | ---------------- | ---------------- | ------------------- | ------------------- |
| 1993  | Sasol Jordan | Hart   | Rubens Barrichello | NU                                   | NU                                   | 10                                   | NU                                   | 12                                   | 9                                    | NU                                   | 7                                    | 10                                   | NU                                   | NU                                   | NU                                   | NU                                   | 13                                   | 5                                    | 11                                   | 2                | 18               | 3                   | 11                  |
| 1993  | Sasol Jordan | Hart   | Ivan Capelli       | NU                                   | NZ                                   | –                                    | –                                    | –                                    | –                                    | –                                    | –                                    | –                                    | –                                    | –                                    | –                                    | –                                    | –                                    | –                                    | –                                    | 0                | NS               | 3                   | 11                  |
| 1993  | Sasol Jordan | Hart   | Thierry Boutsen    | –                                    | –                                    | NU                                   | NU                                   | 11                                   | NU                                   | 12                                   | 11                                   | NU                                   | 13                                   | 9                                    | NU                                   | –                                    | –                                    | –                                    | –                                    | 0                | 26               | 3                   | 11                  |
| 1993  | Sasol Jordan | Hart   | Marco Apicella     | –                                    | –                                    | –                                    | –                                    | –                                    | –                                    | –                                    | –                                    | –                                    | –                                    | –                                    | –                                    | NU                                   | –                                    | –                                    | –                                    | 0                | NS               | 3                   | 11                  |
| 1993  | Sasol Jordan | Hart   | Emanuele Naspetti  | –                                    | –                                    | –                                    | –                                    | –                                    | –                                    | –                                    | –                                    | –                                    | –                                    | –                                    | –                                    | –                                    | NU                                   | –                                    | –                                    | 0                | NS               | 3                   | 11                  |
| 1993  | Sasol Jordan | Hart   | Eddie Irvine       | –                                    | –                                    | –                                    | –                                    | –                                    | –                                    | –                                    | –                                    | –                                    | –                                    | –                                    | –                                    | –                                    | –                                    | 6                                    | NU                                   | 1                | 22               | 3                   | 11                  |